# Pachtakor Taškent

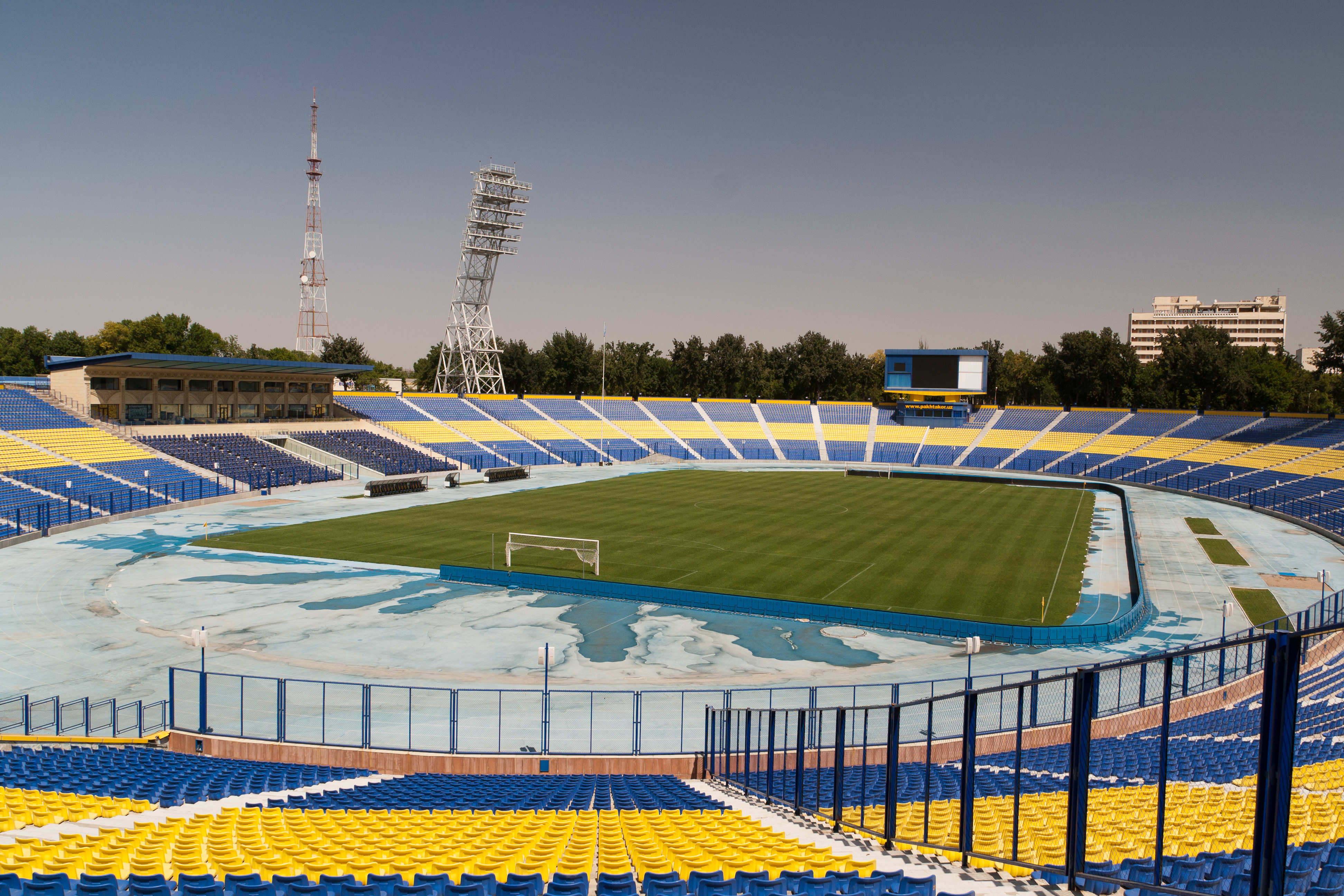
Stadion klubu

Pachtakor FK (uzbecky Paxtakor Futbol Klubi) je fotbalový klub z Taškentu. Jeho název znamená uzbecky „pěstitel bavlny“. Klubové barvy jsou černá a žlutá, fanoušci Pachtakoru přezdívají Šerlar (Lvi).
Klub byl založen v roce 1956, roku 1959 poprvé postoupil do sovětské nejvyšší soutěže. Odehrál v ní 22 sezón, nejlepším výsledkem bylo šesté místo v letech 1962 a 1982. Uzbeckou první ligu hraje od jejího založení v roce 1992, s devíti mistrovskými tituly je jejím nejúspěšnějším účastníkem. Největším rivalem je Negtči Fergana, vzájemné zápasy bývají označovány jako „Uzbecká klasika“.
11. srpna 1979 zahynulo cestou na zápas v Minsku 17 hráčů klubu při leteckém neštěstí nedaleko Dniprodzeržynska. Poté bylo rozhodnuto, že Pachtakor zůstane v nejvyšší soutěži další tři roky, i kdyby skončil na sestupovém místě (což se v roce 1981 stalo).

## Úspěchy
- Mistr Uzbekistánu 1992, 1998, 2002, 2003, 2004, 2005, 2006, 2007, 2012, 2014, 2015, 2019, 2020, 2021, 2022, 2023
- Finalista Poháru SSSR 1968
- Semifinalista Ligy mistrů AFC 2003, 2004